# Marcel Tomazover
Marcel Tomazover est un footballeur et entraîneur français, né le 27 janvier 1915 dans le 5e arrondissement de Paris et mort le 26 juin 1992 à Montpellier.
Il réalise une carrière de joueur professionnel comme arrière latéral gauche à Roubaix et Sète, dans les années 1930 et 1940, avant de devenir un entraîneur réputé.
Il dirige entre autres les joueurs de Montpellier, Nîmes et du Red Star.

## Palmarès

### Joueur
- Champion de France Zone Sud en 1942 avec le FC Sète

### Entraîneur
- Vice-champion de France de Division 2 en 1968 avec le Nîmes Olympique

## Source
- Col., Football 72, Les Cahiers de l'Équipe, 1971, cf. notice de l'entraîneur, page 83.